# من… ساشا فیرس هستم
من...ساشا فیرس هستم (به انگلیسی: I Am... Sasha Fierce) سومین آلبوم استودیویی از خواننده‌ی آمریکایی، بیانسه است که در ۱۲ نوامبر ۲۰۰۸ توسط کلمبیا رکوردز و میوزیک ورلد اینترتیمنت منتشر شد.